# Yachats
Yachats és una població dels Estats Units a l'estat d'Oregon. Segons el cens del 2000 tenia 617 habitants.

## Demografia
Segons el cens del 2000, Yachats tenia 617 habitants, 333 habitatges, i 185 famílies. La densitat de població era de 267,7 habitants per km².
Dels 333 habitatges en un 10,5% hi vivien nens de menys de 18 anys, en un 46,8% hi vivien parelles casades, en un 7,2% dones solteres, i en un 44,4% no eren unitats familiars. En el 37,8% dels habitatges hi vivien persones soles el 15,3% de les quals corresponia a persones de 65 anys o més que vivien soles. El nombre mitjà de persones vivint en cada habitatge era d'1,85 i el nombre mitjà de persones que vivien en cada família era de 2,34.
Per edats la població es repartia de la següent manera: un 11,7% tenia menys de 18 anys, un 3,9% entre 18 i 24, un 13% entre 25 i 44, un 39,4% de 45 a 60 i un 32,1% 65 anys o més.
L'edat mediana era de 56 anys. Per cada 100 dones de 18 o més anys hi havia 82,3 homes.
La renda mediana per habitatge era de 32.308$ i la renda mediana per família de 41.250$. Els homes tenien una renda mediana de 36.875$ mentre que les dones 31.806$. La renda per capita de la població era de 24.143$. Aproximadament el 12,8% de les famílies i el 14,1% de la població estaven per davall del llindar de pobresa.

## Poblacions més properes
El següent diagrama mostra les poblacions més properes.